# Автошлях Т 2404
Автошля́х Т 2404 — територіальний автомобільний шлях у Черкаській області. Проходить територією Черкаського та Золотоніського районів.

## Опис
Починається від перетину з Н02 біля греблі Канівської ГЕС на лівому березі Дніпра і закінчується на перехресті з Н08 на відрізку між селами Нова Дмитрівка та Піщане. Загальна довжина — 44,4 км.

## Маршрут
Проходить через наступні поселення:
| Населений пункт     | Назва у населеному пункті (якщо є) | З'єднання з дорогами |
| ------------------- | ---------------------------------- | -------------------- |
| Канів               |                                    | Н02                  |
| Ліпляве             |                                    | О240721              |
| Келеберда           |                                    | О240722              |
| Прохорівка          |                                    | С240704              |
| Сушки               | вул. Лісова                        |                      |
| Бубнівська Слобідка | вул. Жовтнева, вул. Фесуна         | О240512              |
| Шабельники          | вул. Шевченка, вул. Незалежності   | О240510              |
| Нова Гребля         |                                    |                      |
| Дмитрівка           | об'їзна дорога околицями села      | О240508              |
| Домантове           | вул. Шевченка                      |                      |
|                     |                                    | Н08                  |